# Mãe Sussu
Ursulina Maria de Figueiredo, mais conhecida como Mãe Sussu (Lagos, 1862 - Salvador, 1925), quarta ialorixá do Candomblé Queto da Casa Branca do Engenho Velho (Ilê Axé Iá Nassô Ocá) em Salvador, Bahia. Oriunda da Costa da Mina, chegou em Salvador ainda criança antes dos anos 1870 e na última década do século XIX assumiu a administração da Casa Branca em sucessão de Maria Júlia de Figueiredo. Com a sua morte em 1925, eclode uma disputa sucessória que acarretaria em dissidência e na fundação do terreiro de Ilê Axé Opô Afonjá de São Gonçalo do Retiro.

## Vida
Ursulina Maria de Figueiredo, a dita Mãe Sussu ou Tia Sussu, nasceu no 1852, em Lagos, hoje na Nigéria mas à época capital do Reino de Lagos. Embora nascida livre, era filha de uma africana que foi escrava no Brasil. Chegou a Salvador antes dos anos 1870, visto que afirmou ter chego na cidade ainda criança. Já iniciada no Candomblé Queto nesse período, se sabe que era devota a Oxum. Em 1894, com a morte de Maria Júlia de Figueiredo, assumiu a administração da Casa Branca do Engenho Velho (Ilê Axé Iá Nassô Ocá) como ialorixá, sendo a última sacerdotisa do terreiro a nascer na África. Sua gestão transcorreu até 1925, data de sua morte. Na base do morro onde Casa Branca está localizado há uma fonte na qual se encontra a representação do casco dum navio. Além de servir como ibá (assentamento) de Oxum, foi construído em honra de Ursulina em alusão a sua ida voluntária ao Brasil. Nele se celebra anualmente a cerimônia de Oxum do Barco.
A herdeira legal de Ursulina na Casa Branca era Maria Antônia dos Anjos, a Sinhá Antônia ou Totonha, que não pode tomar a chefia por razões desconhecidas. Nisso, se seguiu uma disputa sucessória na qual assumiria Maximiana Maria da Conceição, a Tia Massi. O grupo perdedor da disputa, liderado por Eugênia Ana dos Santos, a dita Mãe Aninha, que era filha de Rodolfo Martins de Andrade, o Bamboxê Obiticô, queria que a sucessão ocorresse para Joaquim Vieira da Silva, o Tio Joaquim. Inconformada com a derrota, Eugênia e seus asseclas abandonaram Casa Branca para fundarem seu próprio terreiro, o Ilê Axé Opô Afonjá, em São Gonçalo do Retiro.